# 赵湾水库
赵湾水库是中国河南省南阳市镇平县境内的一座水库，位于赵河上，建于1971年。水库正常库容为5319万立方米，集雨面积为205平方千米，海拔为219.5米。